# Lucien Renaudie
Lucien Renaudie, né le 5 juin 1939 à Beyssac, est un homme politique français.

## Biographie
Syndicaliste agricole, il devient président du comité départemental des Jeunes agriculteurs en 1970, puis est administrateur de la FDSEA de 1970 à 1995. En parallèle, il est président de la section fruitière départementale et régionale, membre de la Coopérative fruitière du Limousin, administrateur de la Coopérative agricole de Pompadour et administrateur de la caisse du Crédit agricole de Lubersac. Il est secrétaire de la Chambre d'agriculture de la Corrèze de 1989 à 2001.

## Mandats électifs
- Député de la première circonscription de la Corrèze (1995-1997)
- Conseiller régional du Limousin (2001-2004)[2]
- Maire de Beyssac (1977-2008)

## Fonctions politiques
- Secrétaire départemental du RPR de la Corrèze

## Décorations
- Chevalier de l'ordre national de la Légion d'honneur (promotion du 14 juillet 2009)[3]